# Voo Peruvian Airlines 112
O voo Peruvian Airlines 112 (IATA: P9-112; ICAO: PVN 112) foi uma rota doméstica regular de passageiros entre Lima e Jauja, no Peru. Em 28 de março de 2017, a aeronave que operou o voo sofreu problemas no trem de pouso principal ao pousar e pegou fogo. Não houve mortos no acidente, no entanto, trinta e nove das mais de 150 pessoas a bordo ficaram feridas.

## Aeronave
A aeronave acidentada foi um Boeing 737-3M8, número de série 25071, prefixo OB-2036-P. A aeronave tinha voado pela primeira vez em maio de 1991 com a Trans European Airways e após o serviço com várias outras empresas aéreas foi concedida pela Peruvian Airlines em 2013.

## Acidente
A aeronave pousou em Jauja, às 16:40 hora local (21:40 UTC). Os passageiros relataram "dois fortes impactos" no pouso. Todas as três partes do trem de pouso entraram em colapso e o avião deslizou ao longo da pista, partiu para a direita da pista e a asa de estibordo se chocou com a cerca perimetral do aeroporto. A aeronave acabou sendo destruída pelo incêndio. Todos os 141 passageiros e nove tripulantes a bordo escaparam, dos quais trinta e nove pessoas ficaram feridas e foram levadas para o hospital. Duas pessoas sofreram fraturas, e três pessoas sofreram concussão cerebral. O acidente foi flagrado por câmeras, usadas por vários passageiros a bordo.

## Investigações
A Comissão de Investigação de Acidentes de Aviação, e o Ministério Público Criminal em Jauja abriram investigações sobre o acidente.